# 伊萨克·科穆宁 (阿莱克修斯一世之子)
伊萨克·科穆宁（羅馬化：Isaakios Komnēnos；1093年1月16日—1152年之后），是拜占庭（东罗马）皇帝阿莱克修斯一世与皇后伊琳娜·杜卡伊娜的第三子，他被哥哥约翰二世皇帝授予“至尊者”的尊贵头衔，以报答他在争夺皇位时的支持，但后来伊萨克自己也开始觊觎皇位。
1130年，伊萨克与他的儿子卷入反对约翰皇帝的阴谋而逃出帝国，之后的几年里，他们在小亚细亚和黎凡特各处流亡，谋求各地君主的支持，但最终还是徒劳。1138年，约翰二世的军事胜利迫使伊萨克寻求与哥哥和解，但他仍没有放弃对皇位的追求。1139年，他的长子叛逃到塞尔柱突厥那里，随即他被流放到赫拉克利亚·庞蒂卡。在1143年约翰死后的继位斗争中，他支持他的较年长的侄子，与他同名的伊萨克·科穆宁，而不是后来成功继位的较年轻的侄子曼努埃尔。 
1150年，疾病发作使伊萨克变得虚弱，曼努埃尔一世逼迫他退出公共生活。随后他潜心在色雷斯西部的贝拉（Bera，今费雷斯）建造救世诞神女修道院，他死后就葬在这里。伊萨克还因好学而闻名，可能创作了一些学术、诗歌作品。他还参与了君士坦丁堡的科拉教堂的重建，他的赞助者像在那里留存至今。他的幼子安德洛尼卡·科穆宁后篡夺了曼努埃尔一世之子阿莱克修斯二世的皇位，成为科穆宁王朝的最后一位皇帝（1183年－1185年在位）。

## 早年生涯
伊萨克·科穆宁生于1093年1月16日，是拜占庭皇帝阿莱克修斯一世（1081年－1118年在位）与皇后伊琳娜·杜卡伊娜之子，兄弟姐妹中排行第五，兄弟中则是第三，次于约翰和安德洛尼卡。因为他出生时父亲正在位，伊萨克生下来就获得了“紫衣贵族”这个与他相伴一生的称号。
伊萨克的姑父尼基弗鲁斯·梅利森诺斯于1104年去世后，父亲授予他“凯撒”的头衔，而在父亲死后（1118年）的争位斗争中，他站在哥哥约翰一边，反对母亲伊琳娜和姐姐安娜·科穆宁娜拥立姐夫小尼基弗鲁斯·布林尼乌斯的阴谋。作为回报，约翰二世（1118年－1143年在位）授予伊萨克“至尊者”的头衔（他的次兄安德洛尼卡已拥有这一头衔）。这个高级头衔是阿莱克修斯一世为哥哥伊萨克而设立的，名义上地位几乎与皇帝相同。然而，在伊萨克的一生中，无论是文件、作品、捐赠物上，他都使用“紫衣贵族”而不是“至尊者”来标识自己的身份，还经常提到父亲阿莱克修斯，而不是按习惯提到当朝皇帝的名字。这种对他出身的强调，体现了伊萨克的心理，也是他的皇位野心的展现。

## 流亡

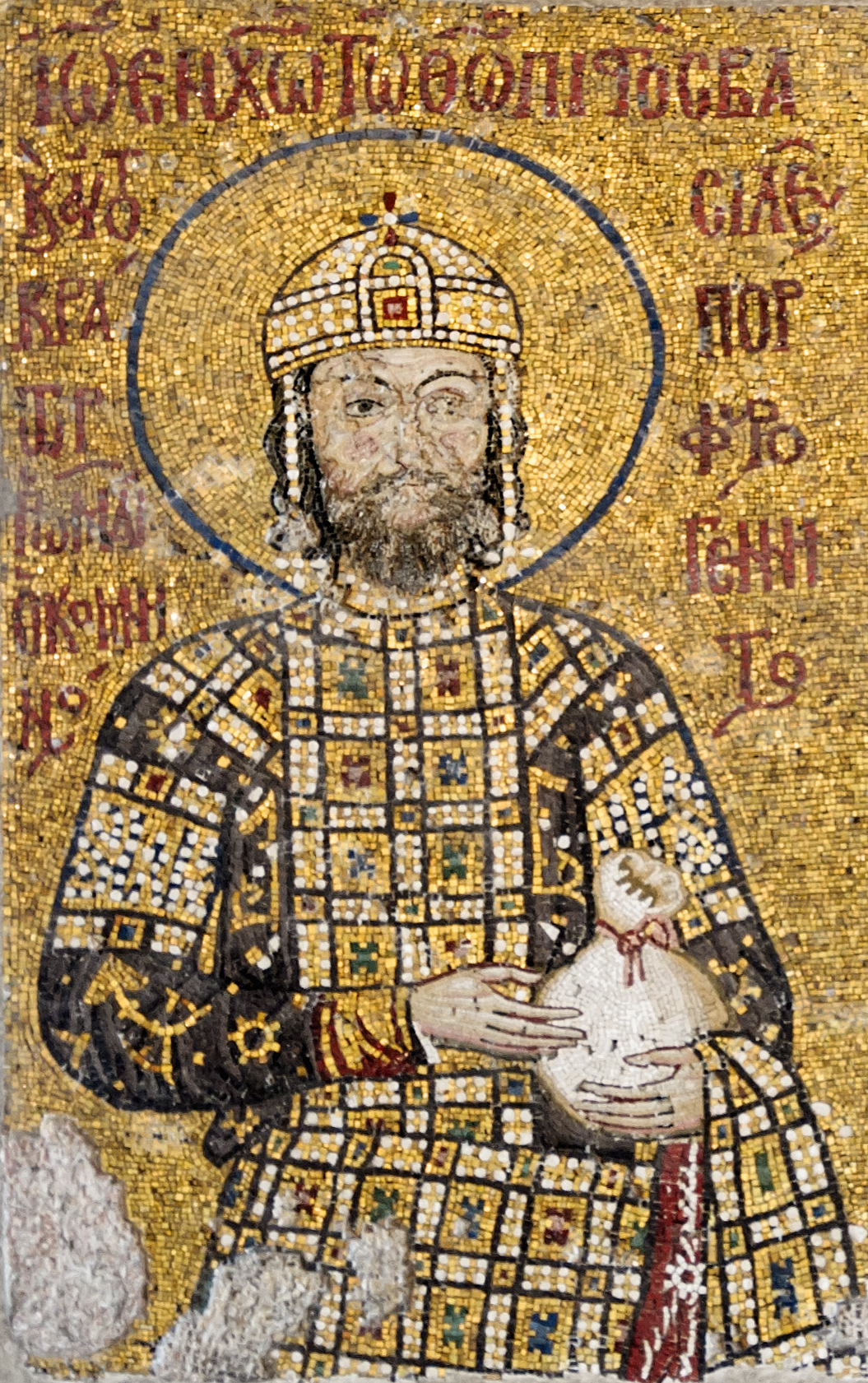
圣索菲亚大教堂中的约翰二世马赛克镶嵌像

伊萨克和约翰一开始关系还算不错，但逐渐恶化，到1130年就变得疏远了。历史记载中没有指出这一变化发生的具体原因，拜占庭史家约翰·金纳莫斯和尼基塔斯·霍尼亚提斯只是表示“伊萨克的目光瞄准了宝座”。兄弟间的嫌隙可能开始于1122年，当时约翰立自己的长子阿莱克修斯为共治皇帝，替代了伊萨克。1130年，伊萨克卷入了反对约翰二世的阴谋，当时约翰二世正离开君士坦丁堡与塞尔柱突厥和罗姆苏丹国作战。阴谋败露之后，伊萨克与两个儿子设法逃离君士坦丁堡，到达尼什曼德王朝统治者埃米尔·加齐（1104年－1134年在位）位于马拉蒂亚的宫廷寻求庇护。
伊萨克过了六年的流亡生活，期间他辗转小亚细亚和黎凡特各地的宫廷，无论统治者是基督徒还是穆斯林，他都试图与他们建立联盟，对抗自己的哥哥。关于他在这一时期的生涯的主要资料是尼基塔斯·霍尼亚提斯、宫廷诗人狄奥多尔·普罗兹罗莫斯以及叙利亚的米海尔的记载。离开马拉蒂亚后，伊萨克又到了特拉布宗，当地的总督君士坦丁·伽布拉斯本是拜占庭帝国的官员，自1126年起，成了统治查尔迪亚的独立君主。1130年冬季至次年初，据叙利亚的米海尔记载，伊萨克再次与君士坦丁会面，伊萨克、埃米尔·加齐、罗姆苏丹梅苏德一世（1116年－1156年在位）结成了同盟。之后伊萨克又前往奇里乞亚，游说其君主莱翁一世加入同盟；他在奇里乞亚很受欢迎，在那里呆了一段时间，他的长子约翰与莱翁的女儿结婚，得到了作为嫁妆的摩普綏提亞和阿达纳两座城市。但不久之后，伊萨克与莱翁的关系破裂，被迫放弃领地，逃到罗姆苏丹梅苏德一世那里。
叙利亚的米海尔记载，伊萨克的这些阴谋诡计让约翰二世感到愤怒，1132年，他发起了进攻突厥人、亚美尼亚人的战争，夺取了黑海海岸的两座要塞，然而，皇帝收到了伊萨克的支持者试图在君士坦丁堡发动政变的消息，于是返回首都，挫败了阴谋；突厥人借机发动反击，进入拜占庭领土袭击，威胁齐宁（Zinin）和索佐波利斯（Sozopolis）两座要塞。1132年后，伊萨克不再见于叙利亚的米海尔的记载。这一时期，他去圣地朝圣，为约旦河附近的施洗约翰修道院捐助了一条新的高架渠。虽没有明确的记载，但他的这次旅行无疑也有寻求耶路撒冷国王富尔克（1131年－1143年在位）帮助的目的。

## 返回拜占庭
伊萨克的努力没有取得什么成效，联盟未能实现，约翰二世的地位日渐稳固。皇帝取得的一系列军事胜利，尤其是在1137年－1138年的叙利亚战斗中，迫使安条克公国臣服帝国，大大提高了他在贵族、官僚和人民心中的地位；结果伊萨克在国内的支持者越来越少。因此伊萨克只能寻求与哥哥和解，1138年春天，伊萨克与长子约翰来到正从安条克返回的帝国军队中，见到了约翰二世。皇帝欣然原谅了他，与他一起回到君士坦丁堡，尼基塔斯·霍尼亚提斯记载“兄弟和解比战争胜利更让皇帝高兴”。但1139年，伊萨克的长子约翰叛逃到突厥人那里，不久之后，伊萨克被流放到赫拉克利亚·庞蒂卡以加防备。
1143年4月，约翰二世去世，他指定幼子曼努埃尔继位，而不是存活的第三子（长、次子已去世），“至尊者”伊萨克·科穆宁。因此，曼努埃尔未能立即稳固地位，宫廷内部产生了争斗，老伊萨克·科穆宁在斗争中决定支持年长的同名侄子，但掌握军队的约翰·阿克苏赫支持曼努埃尔，帮助他稳定了局面。约翰下令逮捕过着流放生活的老伊萨克。局面稳定后，曼努埃尔决定释放他的叔叔和哥哥，二人参加了1143年11月28日举办的曼努埃尔的加冕典礼。即使在此之后，老伊萨克还是没有放弃自己的野心，约翰·金纳莫斯记载，在1146年与突厥人的战斗中，曼努埃尔被敌军包围，身在营地的伊萨克闻讯立即冲向皇帝的帐篷，准备自己称帝。

## 晚年与死亡

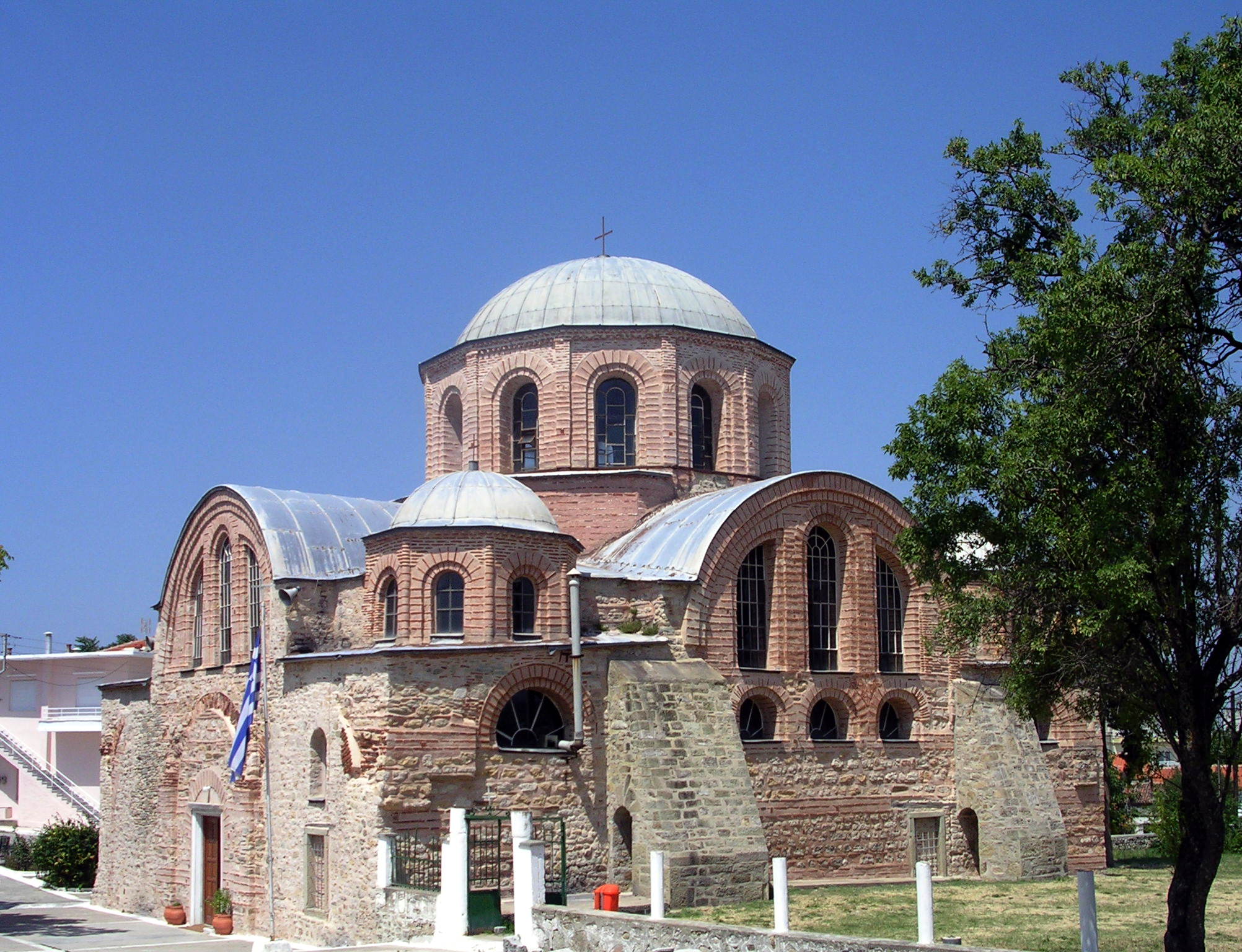
救世诞神女修道院的主教堂

1150年，曼努埃尔一世强迫伊萨克从公共事务中退休，这可能与他身患慢性病有关。伊萨克归隐于色雷斯的庄园，并在1151年－1152年之间，建立位于贝拉（Bera，今费雷斯）的救世诞神女修道院。这座修道院也是他的住所与预备的墓地，在情感上对他很重要，所以伊萨克为其投入大量时间精力：尽管他病得很重，他仍几乎每天都去监督建设，并于1152年亲自撰写了其“提皮孔”（规章），对其管理做出了细致的规定，并拨给它许多财产，包括他在艾诺斯的庄园。他还在修道院墙内修建了医院，可能是在模仿他哥哥修建的基督全能者修道院。这一“提皮孔”也带有遗嘱性质，伊萨克也写明了自己的家事——其中提及的包括他的随从首领利奥·卡斯塔莫尼特斯（Leo Kastamonites）、他的秘书米海尔、他的斟酒人（Pinkernes）君士坦丁、他的私人牧师兼财务总管（Protovestiarios）君士坦丁以及他的家人及依附者（如一对皈依基督教的犹太人夫妇，伊萨克以自己父母的名字为其施洗）。伊萨克可能在写完提皮孔后不久就去世了。
约翰·金纳莫斯称：“（伊萨克的皇位野心）作为遗产传给了他的孩子们”，而最终将其变成现实的是他的次子安德洛尼卡。安德洛尼卡是个有能力也有魅力的人，但他也是个无情而暴力的人，曼努埃尔一世死后，他于1182年推翻了摄政太后安条克的玛丽的统治，次年又杀死了年幼的皇帝阿莱克修斯二世（1180年－1183年在位）。他试图进行改革，但遭到了贵族们的反对，1185年诺曼人入侵，他被推翻且被杀害，拜占庭帝国的科穆宁王朝也就此结束。但安德洛尼卡的长子曼努埃尔的两个儿子日后创建了特拉比松帝国，该支科穆宁家族成员自称大科穆宁（Μεγαλοκομνηνοί，Megalokomnenoi）家族。

## 文学与建筑
不同于忙于战争的约翰二世，伊萨克是个学术与艺术的赞助者，自己也是个学者。除了建立救世诞神女修道院外，他还帮助修复了君士坦丁堡的圣司提反修道院，后将其附属于救世诞神女修道院，作为僧侣们到首都时休息的场所。 
约1120年时，他重建了科拉教堂，这座教堂原本是由他的外祖母保加利亚的玛利亚修复的。这座教堂原本预定作他的墓地，后来他又改用救世诞神女修道院为长眠之地。科拉教堂保留了唯一一幅可确定的伊萨克像，即一幅马赛克镶嵌作品，可以确定为14世纪初狄奥多尔·梅托基特斯修复教堂时重新制作的，虽不是原作品，但这次修复可能忠实的恢复了伊萨克修复时的教堂原貌。历史学家卡里罗依·利纳尔达托（Kallirroe Linardatou）指出，在这幅马赛克中，伊萨克带着王冠，且装饰华丽，且有圆顶，超出了一般的“至尊者”只用一圈圆环的形式，这可能也是他皇位野心的展现。他还捐助了一些圣像画，在他写的“提皮孔”和与他有关的题词中有提到。
宫廷诗人狄奥多尔·普罗兹罗莫斯写了一篇颂词以及一篇用六音步诗行的赞颂伊萨克的作品，赞扬了他的学识和才华。一篇用十五音节体改写《阿里斯提阿书》的作品可被确定是伊萨克的作品，此作品保存在手抄本《塞拉格里奥的前八书》中，这部豪华的手抄本就是由伊萨克赞助的。在他为修道院写的“提皮孔”中，伊萨克称自己曾创作诗歌并编了一本诗集。另外有一位署名“紫衣贵族伊萨克·科穆宁”的作家，创作了两篇关于荷马的评论作品，此人可能就是他。

## 家庭
约1110年，伊萨克与伊琳娜（Irene）结婚，这位新娘身份不定，斯拉夫人的《往年纪事》记载，普热梅希尔的沃洛达尔（1085年－1124年在位）的一个女儿嫁给了阿莱克修斯皇帝的儿子，可能指的就是伊萨克；她也可能是格鲁吉亚的大卫四世（1089年－1125年在位）的女儿卡塔。伊萨克共有四个孩子：
1. 约翰·策莱佩斯·科穆宁（生于约1112年），策萊佩斯（Tzelepes）是他的绰号，即突厥人的切莱比，他在跟随父亲流亡的过程中，与奇里乞亚的莱翁一世之女结婚。1139年，他叛逃到罗姆苏丹国，皈依伊斯兰教，在以哥念定居，娶了苏丹梅苏德一世的女儿[47]。
2. 一个女儿（生于约1114年），可能叫玛利亚，与一位名叫约瑟夫·布里恩尼奥斯（Joseph Bryennios）的军官结婚[48]。
3. 安娜·科穆宁娜（生于约1116年），与一位廷臣、大使约翰·阿尔班特诺斯（John Arbantenos）结婚[49]。
4. 安德洛尼卡·科穆宁（约1118年－1185年）一个冒险者，最终成为拜占庭皇帝，称安德洛尼卡一世（1183年－1185年在位），他的后裔建立了特拉比松帝国[50]。

伊萨克还有个名叫君士坦丁的养子，人称“君士丁察斯”（Kostintzes）。

## 脚注
1. 1 2  Varzos 1984，第238頁.
2. ↑  ODB，"Porphyrogennetos" (M. McCormack), p. 1701.
3. ↑  Linardou 2016，第157頁.
4. 1 2 3 4 5 6 7 8 9  ODB，"Komnenos, Isaac the Porphyrogennetos" (A. Kazhdan), p. 1146
5. ↑  Varzos 1984，第238–239頁.
6. ↑  ODB，"Sebastokrator" (A. Kazhdan), p. 1862.
7. ↑  Linardou 2016，第156–158, 162頁.
8. 1 2  Varzos 1984，第239頁.
9. 1 2 3  Magdalino 2002，第193頁.
10. ↑  Linardou 2016，第158頁.
11. ↑  Varzos 1984，第240–241頁.
12. ↑  Varzos 1984，第239–241頁.
13. 1 2  Varzos 1984，第241頁.
14. 1 2  Varzos 1984，第242頁.
15. 1 2  Varzos 1984，第243頁.
16. ↑  Varzos 1984，第243–244頁.
17. ↑  Varzos 1984，第244頁.
18. ↑  ODB，"Manuel I Komnenos" (C. M. Brand, A. Kazhdan, A. Cutler), pp. 1289–1290.
19. ↑  Magdalino 2002，第195頁.
20. ↑  Varzos 1984，第244–245頁.
21. ↑  Varzos 1984，第245–246頁.
22. ↑  Brand 1976，第34頁.
23. 1 2  Varzos 1984，第246頁.
24. ↑  Brand 1976，第48–49頁.
25. ↑  Varzos 1984，第246–252頁.
26. ↑  ODB，"Bera" (A.-M. Talbot, N. P. Ševcenko), pp. 282–283.
27. ↑  Varzos 1984，第251–252頁.
28. ↑  Brand 1976，第49頁.
29. ↑  Varzos 1984，第493–637頁.
30. ↑  ODB，"Andronikos I Komnenos" (C. M. Brand, A. Cutler), p. 94.
31. ↑  Varzos 1984，第637–638頁.
32. ↑  Magdalino 2002，第194頁.
33. ↑  Linardou 2016，第155–156, 182頁.
34. ↑  Varzos 1984，第250頁.
35. ↑  Linardou 2016，第169頁.
36. ↑  Linardou 2016，第156, 159頁.
37. ↑  Linardou 2016，第159–163頁.
38. ↑  Linardou 2016，第156頁.
39. ↑  Varzos 1984，第252–253頁.
40. ↑  Varzos 1984，第253頁.
41. ↑  Linardou 2016，第173–176頁.
42. ↑  Varzos 1984，第252頁.
43. ↑  ODB，"Komnenos, Isaac" (A. Kazhdan), pp. 1144, 1146; "Komnenos, Isaac the Porphyrogennetos" (A. Kazhdan), p. 1146.
44. 1 2  Varzos 1984，第254頁.
45. ↑  Magdalino 2002，第205頁.
46. ↑  Suny 1994，第36頁.
47. ↑  Varzos 1984，第254, 480–485頁.
48. ↑  Varzos 1984，第254, 486–488頁.
49. ↑  Varzos 1984，第254, 489–492頁.
50. ↑  Varzos 1984，第254, 493–638頁.